# Scuderia Toro Rosso
A Scuderia Toro Rosso (magyarul vörös bika) egy Formula–1-es csapat volt, amelyet az osztrák Red Bull italvállalat és az egykori Formula–1-es versenyző, Gerhard Berger alapított. Az olaszországi székhelyű csapat 2006-tól volt jelen a sportágban, miután Paul Stoddart 2005 végén eladta megmaradt érdekeltségét a Minardinál. A Toro Rosso a Red Bull Racing fiókcsapataként működött, de 2010-től teljesen önállóan. 2008-ban Berger eladta érdekeltségét, azt követően csak a Red Bull volt a tulajdonosa.
2007 és 2013 között V8-as Ferrari-motorokat használtak, miután a Red Bull, mint anyacsapat, inkább a Renault-val szerződött le. 2014 és 2017 között ők is Renault motorokat használtak, kivéve 2016-ban, amikor előző évi Ferrari-motorokat kaptak. 2018-tól a Honda partnerei voltak. A csapat első és egyetlen futamgyőzelmét a 2008-as olasz nagydíjon szerezte Sebastian Vettel. Abban az évben érték el legjobb világbajnoki helyezésüket is, hatodik helyen végeztek a konstruktőrök között, megelőzve az anyacég első számú csapatát is.
2020-tól kezdve a csapat Scuderia AlphaTauri néven folytatta szereplését a Formula–1-ben.

## Története

### A kezdetek
A csapat elődje az 1985 és 2005 között a Formula–1-ben versenyző Minardi csapat volt. Annak ellenére, hogy a szurkolók körében nagyon népszerű csapat volt, sosem volt túlzottan sikeres: egyszer sem állhattak dobogóra, és negyedikek is mindössze háromszor lettek. Paul Stoddart állítása szerint többen is megpróbálták megvenni a csapatát, de ő nem volt hajlandó eladni, csak olyannak, aki továbbviszi a csapat hagyományait és az olaszországi alapokat. A Red Bull ilyen feltételek mellett hajlandó volt megvenni a csapatot és Faenzában hagyni a székhelyet, legalább 2007-ig.
Bár a csapat nevét megváltoztatták szponzorációs okokból, az olasz hagyományokat meghagyták. Ezért lett a csapat neve is olasz, a versenyistállókra használatos "Scuderia" megnevezéssel.

### Cosworth-motorral (2006)

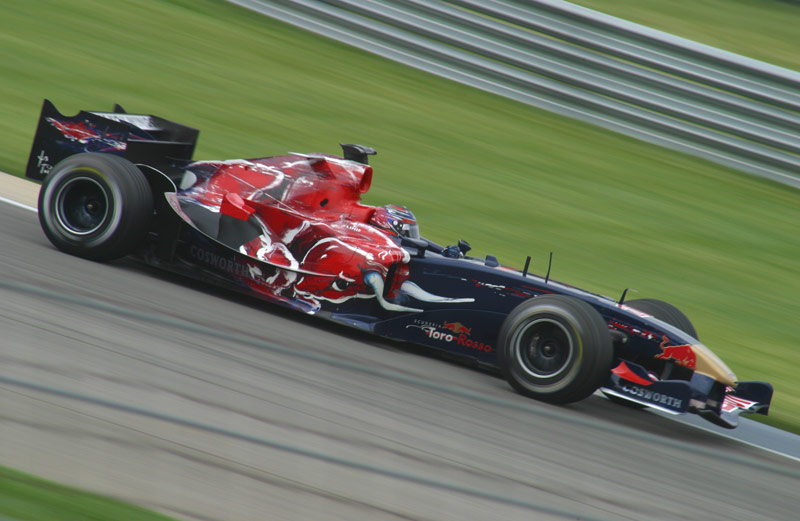
Speed Indianapolisban

2006-ban a Scuderia Toro Rosso két versenyzője az olasz Vitantonio Liuzzi és az amerikai Scott Speed voltak. Csapatfőnöke az osztrák Franz Tost, aki egy ideig a Williams-BMW-nél dolgozott. Motorokat a Cosworthtól kaptak, mint előttük a Minardi. A kasztni az előző évi Red Bull módosított verziója volt, amely miatt több csapat panaszt emelt, hiszen a Concorde-egyezmény alapján minden csapat köteles saját magának autót tervezni. A Toro Rosso azonban azzal érvelt, hogy a kasztnit még 2004-ben a Red Bull jogelődje, a Jaguar tervezte, az pedig a Ford Motor Company tulajdonát képezi, és ők tőlük vették – ezt az érvelést pedig elfogadták. 2006-ban egyedül használtak V10-es motort, melyeknek azonban le kellett fogni a teljesítményét – ez egy költségcsökkentési kedvezmény volt, amit a többi csapat szavazott meg nekik. Az eredeti elképzelés szerint Squadra Toro Rosso lett volna a nevük, de végül az autósport hagyományaihoz jobban illő Scuderia mellett döntöttek. A csapat 2006-os pályafutásának fénypontja az amerikai nagydíj volt, amikor Liuzzi a nyolcadik helyen ért célba Nico Rosberg előtt. A támogatások ellenére a 10 hengeres motorral a csapat csak egyszer tudott pontot szerezni, köszönhetően a többi csapat folyamatos fejlődésének. A Toro Rosso versenyképesebb volt az előd Minardinál, a világbajnokságban két csapat végzett mögötte. (A Midland és a Super Aguri nem szereztek pontot).

### Ferrari-motorral (2007–2013)
A 2007-es évadtól minden csapat egységesen a Bridgestone gumiabroncsokat kezdte használni, mely gumik terén a csapatok közötti esélyegyenlőséghez vezetett. Ezenkívül a 10-hengeres Cosworth-motorok helyett már a Ferrari V8-asait használták – igaz, az előző évieket. A Red Bull Racing Team a Ferrari partnere volt 2006-ban, de 2007-ben a világbajnok Renault motorjait szerette volna alkalmazni. A szezon elején a korábbi pilóták, Vitantonio Liuzzi  és Scott Speed kezdtek versenyezni, majd az esős európai nagydíj után, ahol az amerikai – ahogy csapattársa is – kicsúszott a pályáról, Speed pedig vitába került a csapatfőnök Franz Tosttal.

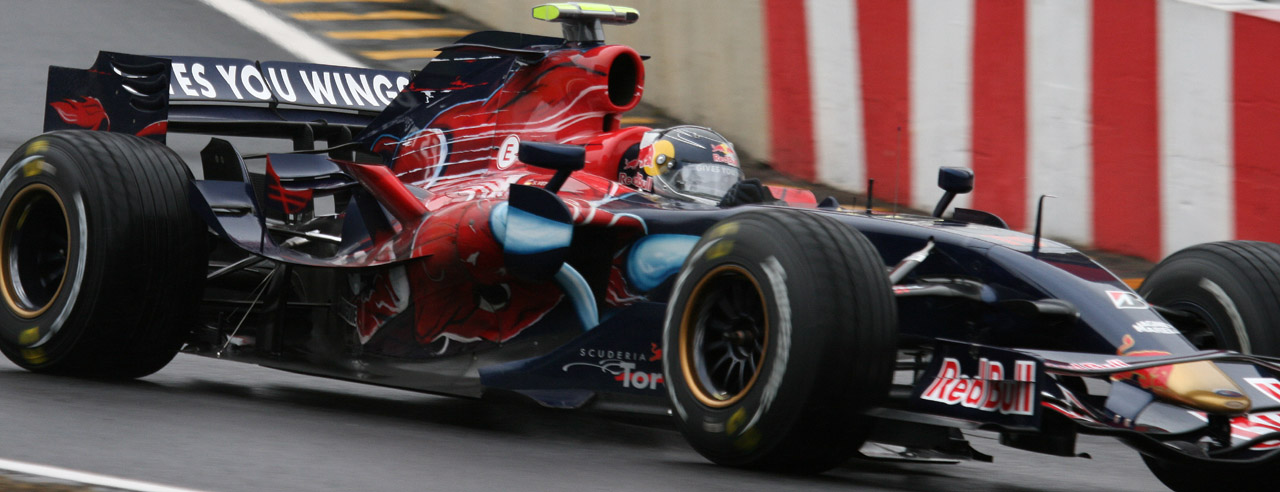
Vettel a 2007-es brazil nagydíjon

Az eset után a végül Toro Rosso augusztus 31-én bejelentette, hogy a magyar nagydíjon a távozó Scott Speed helyett a BMW Sauber tesztpilótája, Sebastian Vettel fogja vezetni az autót.
A kínai nagydíjon érte el a csapat történetének legjobb eredményét, ugyanis Vettel a 4., míg Liuzzi a 6. helyet szerezte meg, így tehát a Toro Rosso 8 ponttal távozhatott a versenyről, mely pontállás – ugyan még egy futam hátravolt az évadból – nem változott a továbbiakban. Összességében a 2007-es év sikertelen és kiábrándító volt
2007 augusztusában ismertté vált, hogy a 2008-ban Liuzzi távozik és Vettel mellé a francia Sébastien Bourdais szerződik csapattársnak. A társtulajdonos Dietrich Mateschitz egy svájci magazinnak elárulta, hogy a csapatot még 2010 előtt eladják, mivel minden csapat saját autóval kell majd induljon a jövőben, de végül teljesen felvásárolta a csapatot.

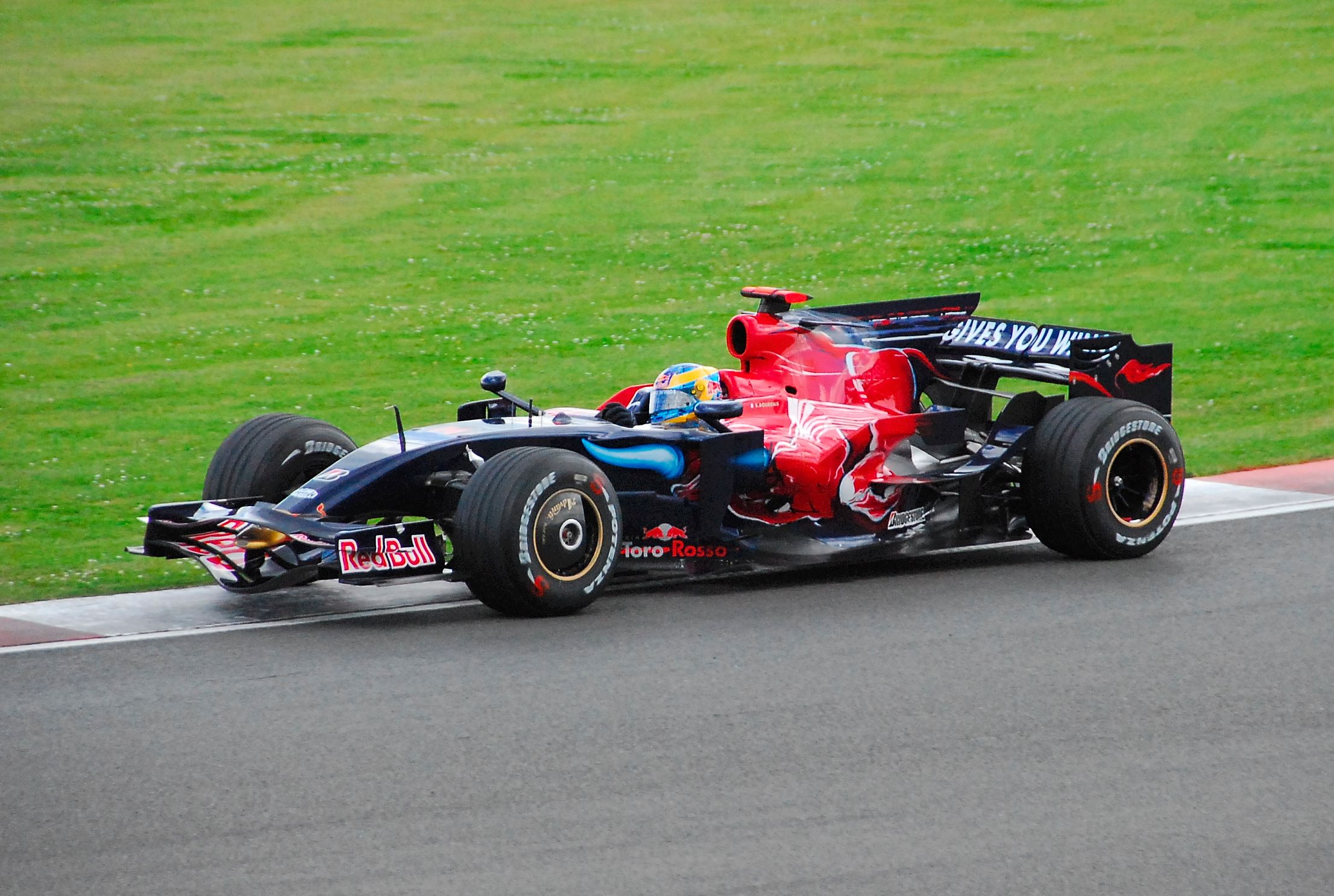
Bourdais az STR3-mal a brit nagydíjon

A csapat 2008-as konstrukcióját, az STR3-at csak Monacóban használhatták először, miután Bourdais a prototípust a barcelonai teszten összetörte. Bourdais első pontjait az Ausztrál Nagydíjon szerezte, ahol hetedik lett. Vettel Monacóban ötödik lett, majd a csapat folyamatosan javuló tendenciát mutatott. Belgiumban egy ötödik és egy hetedik hellyel csodás futamot követően kettős pontszerzést értek el.

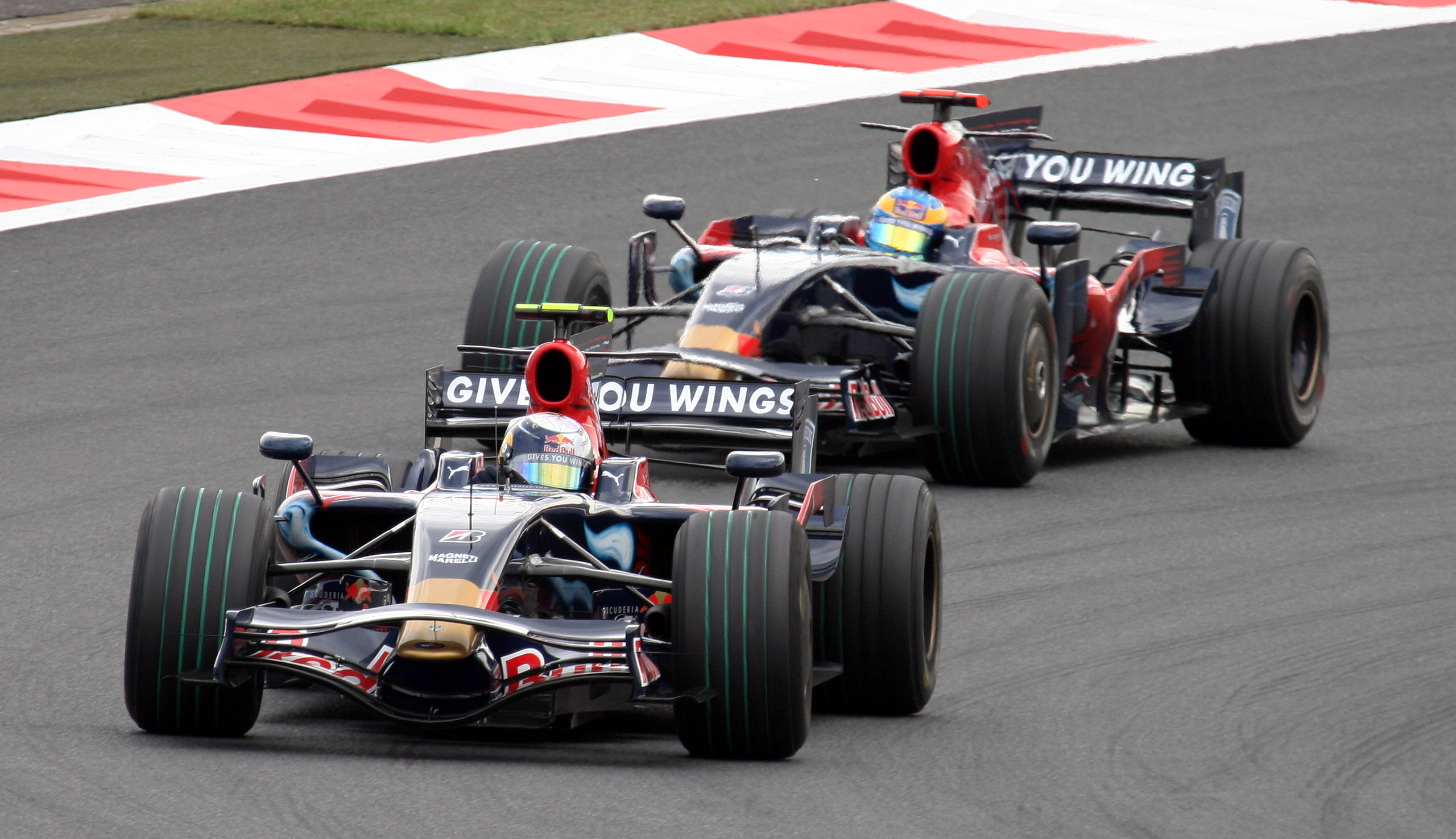
A két Toro Rosso a japán nagydíjon

Az olasz nagydíj időmérő edzésén hatalmas eső fogadta a mezőnyt, ahol Vettel megszerezte élete első Formula–1-es pole-pozícióját. Ezzel ő lett a Formula–1 történetének legfiatalabb pole-pozíciót birtokló pilótája. A versenyen a mezőny a biztonsági autó mögül rajtolt el, Sébastien Bourdais a rajtrácson ragadt, csak a bokszutcában tudták beindítani autóját hogy a mezőny után tudjon eredni. A biztonsági autó a második kör végéig kinn is maradt. Amikor végre elindultak, Vettel megtartotta első helyét, és Kovalainennel szemben növelni is tudta előnyét. A versenyt végül – végig vezetve – több, mint 10 másodperces előnnyel nyerte a finn pilóta előtt, ezzel a Formula–1 történetének legfiatalabb futamgyőztese lett, 21 évesen és 74 naposan. A levezető körben Vettel olaszul köszönte meg a csapatnak az áldozatos munkát. Az összetett pontversenyben Vettel győzelmével feljött a 9. helyre, és a közvetlenül előtte lévők sem voltak elérhetetlen távolságban tőle. Sébastien Bourdais csak a 18. helyen futott be így nem szerzett pontot. A pódiumon a díjátadás rendkívül felfokozott hangulatú volt, a Ferrari és Toro Rosso rajongói üdvrivalgásban törtek ki, és együtt ünnepelték Vettel és a "második számú" olasz csapat, a Toro Rosso győzelmét. A Ferrarit leszámítva a Toro Rosso volt az első olasz csapat, amely futamot nyert az 1957-es német nagydíj óta, amit Juan Manuel Fangio nyert meg egy Maseratival.
A 2008-as szezonzáró, esős brazil nagydíjon Vettel néhány körrel a verseny vége előtt előzte meg az 5. helyért Lewis Hamiltont, akinek szintén ugyanazt a helyet kellett megszereznie a világbajnoki címért. Végül mindketten megelőzték a száraz pályás gumikon, lassan haladó Timo Glockot, és ezzel Hamilton világbajnok lett.

A Toro Rosso 39 pontjával kilépett a sereghajtók közül és 6. lett a konstruktőri világbajnokságban, megelőzve a Red Bullt is. Vettel nagyszerű eredményeivel kiérdemelte, hogy a Red Bull leszerződtesse őt a következő évre.

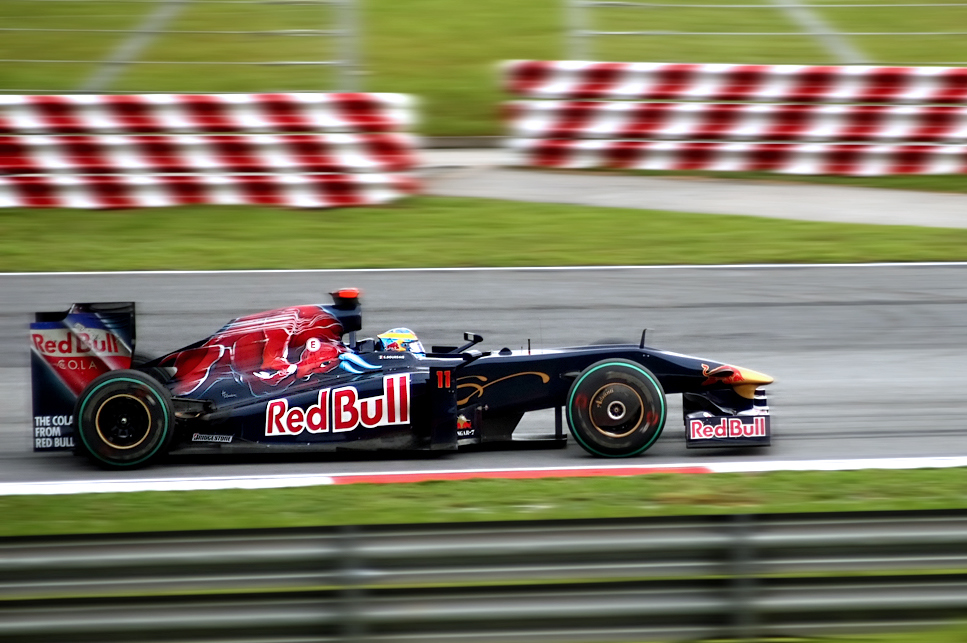
Bourdais a maláj nagydíjon

Vettel távozása után a csapatnál a Red Bull tesztpilótája, Sebastien Buemi kapott lehetőséget, hogy megmutassa mit tud. Csapattársát, a csapat tavalyi pilótáját, Sébastien Bourdais-t július 16-án kirúgták a csapatból gyenge szereplése miatt. Helyére a spanyol Jaime Alguersuari ülhetett be, aki a magyar nagydíjon a 15. helyet szerezte meg, megelőzve csapattársát. A csapat tizedik, és utolsó helyen fejezte be a bajnokságot, mely sok szempontból nehéz volt számukra.
A 2010-es szezon se kezdődött jól a csapatnak. Bahreinben Buemi az utolsó körben kiesett Algersuari pedig nem szerzett pontot. A következő futamon is pont nélkül maradtak. Viszont Malajziában a jó guminak köszönhetően körbeautózgatták a mezőnyt. Algersuari kilencedikként ért célba, és így megszerezte élete, és az STR 5-ös Toro Rosso első 2 pontját. Buemi sajnos még egyszer kiment, így borult a papírforma. Ezt az autójukat az új szabályok alapján már maguknak kellett megtervezniük, a Red Bull nem adhatott nekik kasztnit. A bajnokságot a kilencedik helyen zárták.

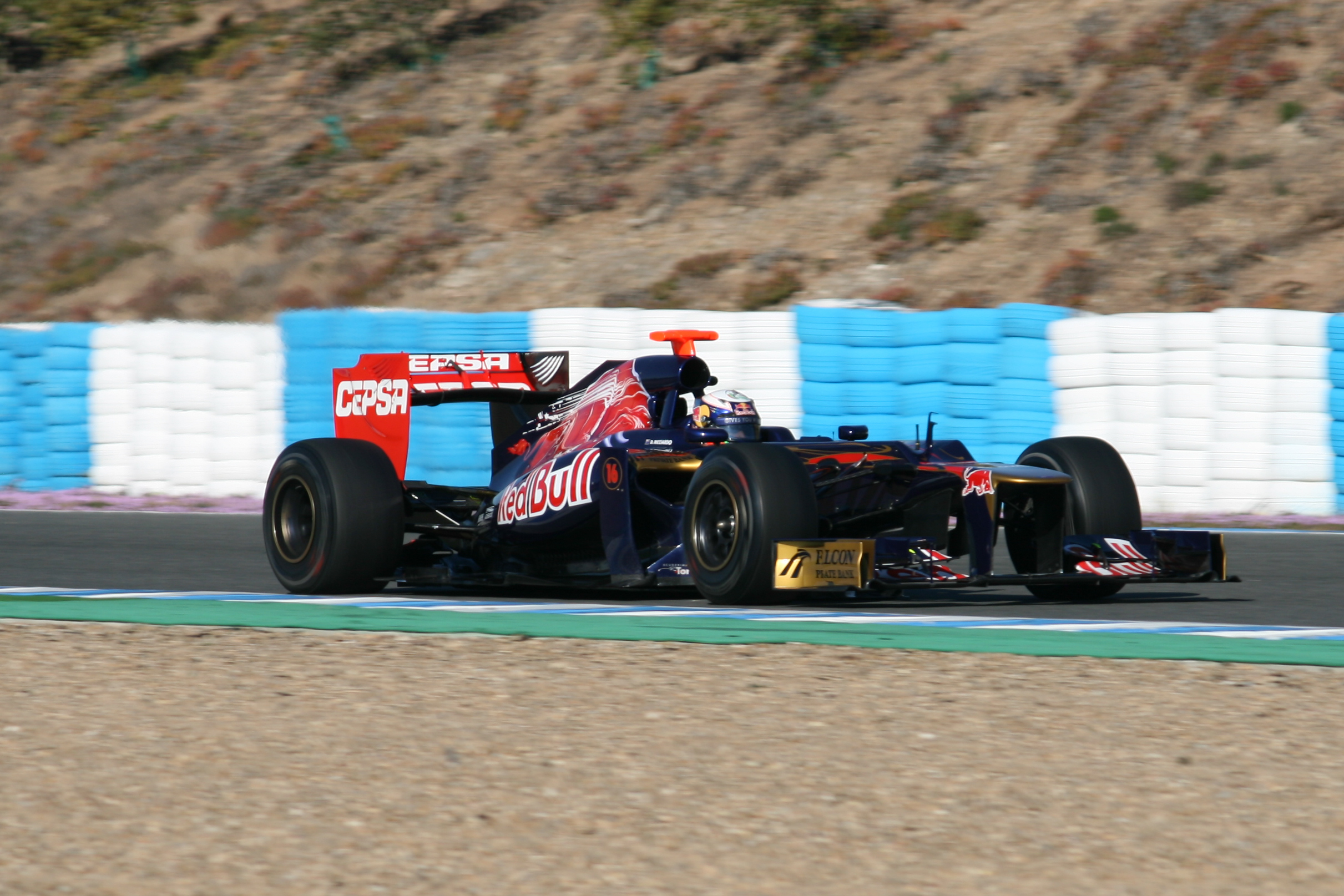
Daniel Ricciardo a 2012-es Jerezi teszten

2011-nek is Alguersuari és Buemi vezetésével vágtak neki, míg tesztpilótaként Daniel Ricciardo csatlakozott hozzájuk. Első pontjaikat már Ausztráliában megszerezte Buemi, majd Kínában kettős pontszerzést ünnepelhettek. Az Olasz Nagydíjon Alguersuari hetedik lett, ennél jobb eredményt nem ért el a Formula–1-ben. A csapat 41 ponttal a nyolcadik helyen zárta az idényt.
2012-től egy alapvető szemléletváltás kezdődött a csapatnál, ugyanis a Red Bull, mint anyacsapat "tehetséggondozójaként" kívánták azt üzemeltetni. Ennek első jeleként máris elbocsátották két pilótájukat, helyettük Daniel Ricciardo és Jean-Éric Vergne vezethettek ebben az évben. Bár az első két versenyen pontokat szereztek, ezt követően már csak Belgiumban sikerült, így végül a konstruktőrök között is csak az újonc csapatokat tudták megelőzni.
2013-ban a csapat megtartotta Vergne-t és Ricciardót. Alkalmanként szereztek néhány pontot, a szezon közepétől viszont érdekessé vált a helyzet, amikor Mark Webber bejelentette visszavonulását az idény végén. Vergne és Ricciardo egymás ellen versenyeztek a Red Bull jövő évi versenyzői üléséért, melyet végül az ausztrál nyert el, miután összességében jobban teljesített. Maga a csapat a 8. helyen zárta a bajnokságot.

### Renault-motorral, egyéves Ferrari-kitérővel (2014–2017)

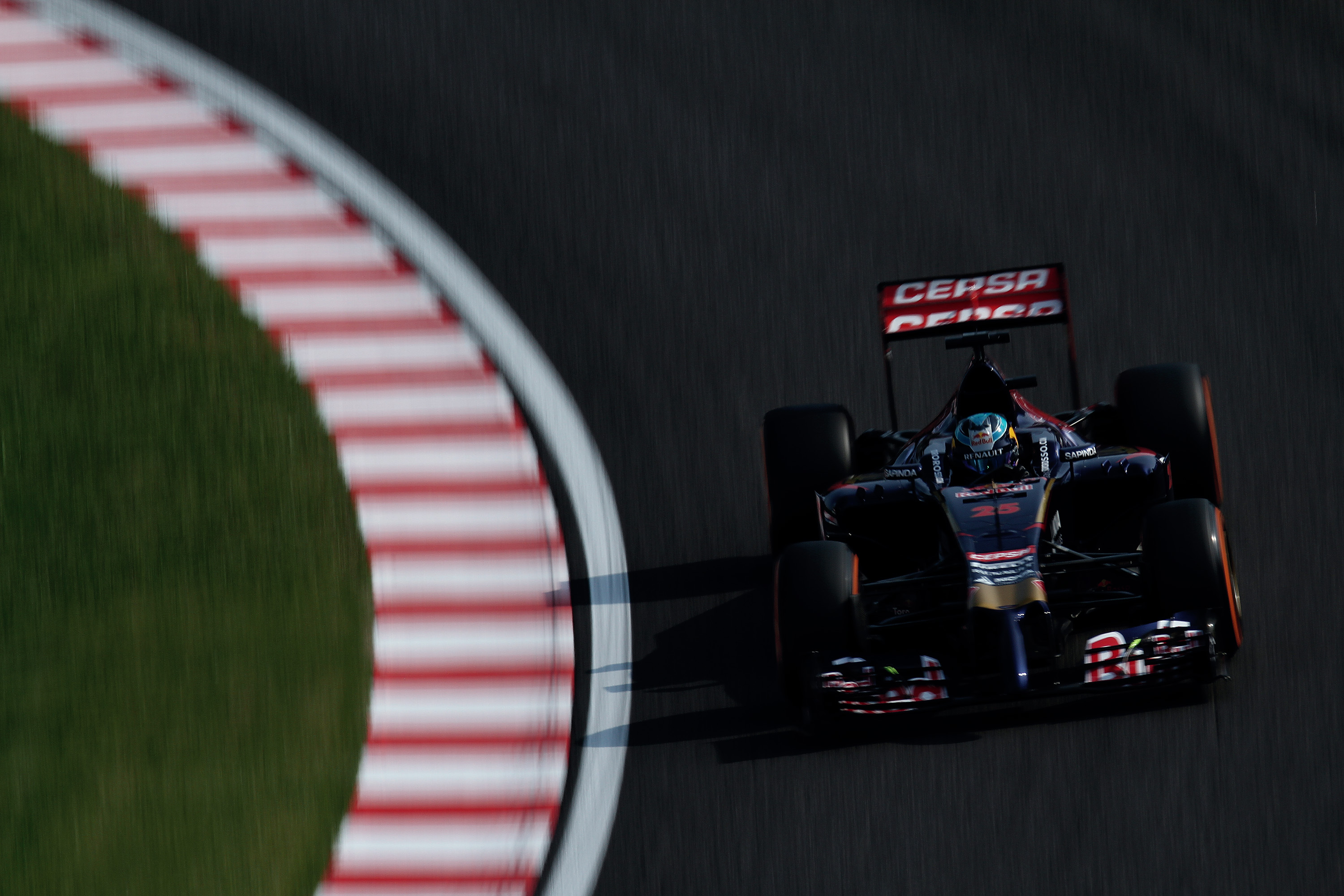
Jean-Éric Vergne a japán nagydíjon, 2014-ben

Miután eldöntötték, hogy a turbókorszaknak a Renault motorjaival vágnak neki, a távozó Ricciardo helyére leszerződtették az orosz Danyiil Kvjatot. Kvjat ígéretesen kezdett, az ausztrál futamon minden idők legfiatalabb pontszerzője lett. Az autó viszonylag jó konstrukció volt, egyetlen problémája a Renault az évi problematikus energia-visszatápláló egysége volt, meghibásodásra hajlamossággal. A Belga Nagydíjon bejelentették, hogy a 17 éves Max Verstappen váltja a következő évtől Vergne-t, aki így meglepetésszerűen ülés nélkül maradt. Váratlan esélyként jelent meg előtte, hogy az idény vége felé Sebastian Vettel bejelentette, hogy elhagyja a Red Bullt, és Kvjat került a helyére. Vergne hiába szerzett jóval több pontot az idényben, mégis megváltak tőle.

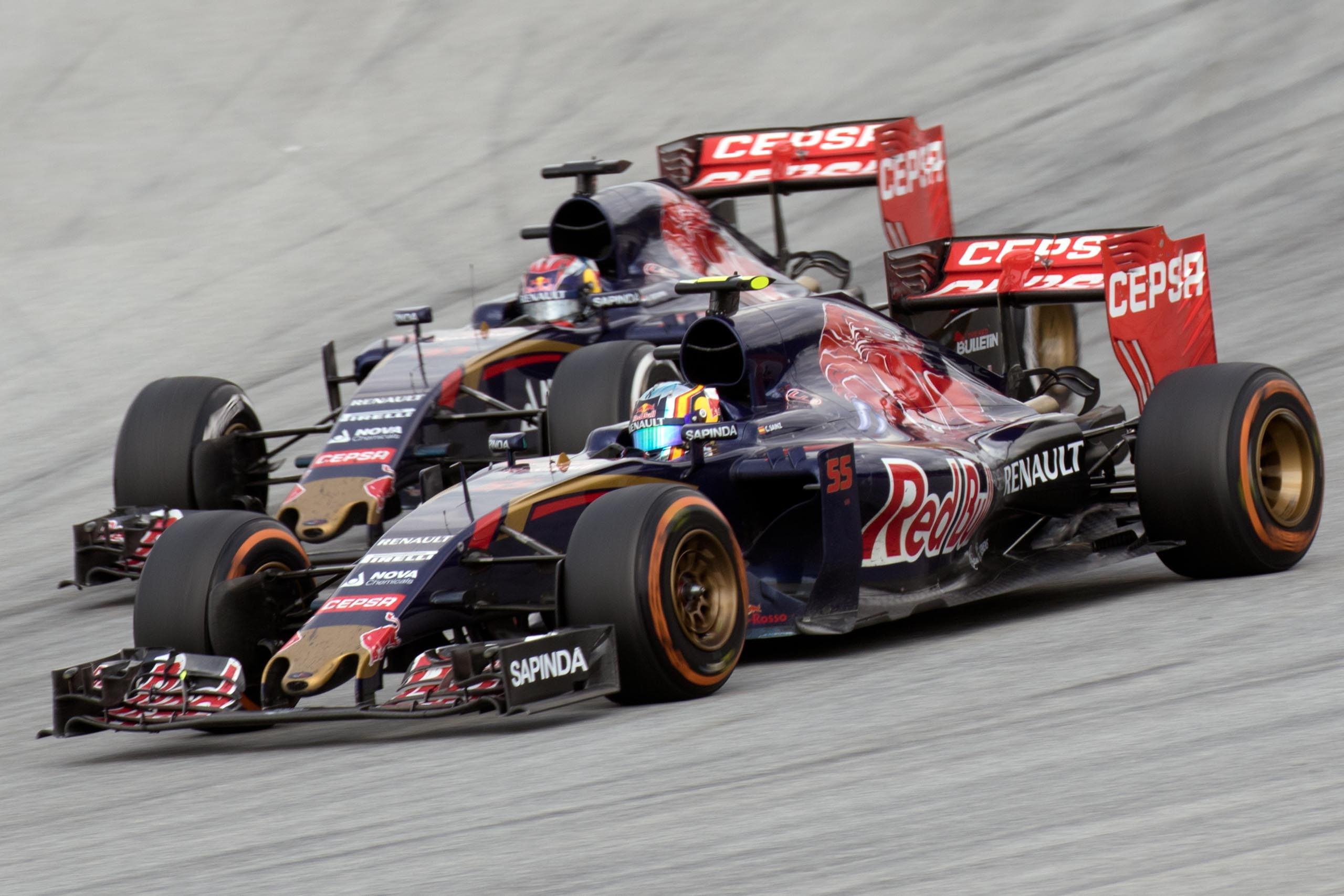
A két Toro Rosso a Maláj Nagydíjon, 2016-ban

2015-ben Carlos Sainz Jr. került a csapathoz, és vele együtt Max Verstappen. A Toro Rosso meglepően jól teljesített, több negyedik helyet is begyűjtöttek és rendszeresen bekerültek a TOP10-be. A csapat 67 ponttal a hetedik lett.
2016-ban érdekes lépésre szánta el magát a csapat. A Renault motorjait lecserélték a Ferrari erőforrásaira, költséghatékonysági szempontokból. Ezek a motorok viszont nem voltak újak, hanem az előző éviek, következésképpen idény közben egyre nagyobb lett a lemaradásuk, mert nem kaptak érdemi fejlesztést. Nem is voltak jelentős eredményeik, alkalmanként gyűjtöttek pontokat. A negyedik verseny után a nagyszerű teljesítményt nyújtó Verstappent felvitték a Red Bullhoz, helyére Kvjat került vissza a Toro Rossóhoz, aki egészen addig gyenge teljesítményt nyújtott. A lefokozást sem viselte túl jól, eredményei elmaradtak a korábbiaktól.
A sikertelenség miatt 2017-ben ismét Renault-motorokra váltottak, azonban a motorpartnerrel való viták miatt azokat csak "Toro Rosso" néven használták. Versenyzőpárosukat megtartották, de az idény közben azt lecserélték. Ugyanis a Maláj Nagydíjtól kezdődően Pierre Gasly ült be Kvjat helyére határozatlan időre. A következő nagydíjtól Carlos Sainz Jr. átült a Renault csapatához, a helyére visszakerült Kvjat. Mivel Gasly a japán Super Formula Championship bajnokságban indult, egy futamot ki kellett hagynia, és a helyére az új-zélandi Brendon Hartley ült be, a csapat korábbi aspiránsa. Mexikóban aztán ismét kitették Kvjatot, ezúttal véglegesen, így a csapatban Gasly és Hartley indultak az utolsó versenyeken. A csapat a hetedik helyen zárt, de a Renault-motor megbízhatatlansága miatt számos rajtbüntetés hátráltatta őket a szezon során. A viszony akkor mérgesedett el a motorszállítóval, amikor a Toro Rosso részéről úgy vélték, a Renault a gyári csapatát látványosan előnyben részesíti, ami azért volt fontos, mert velük versenyeztek a bajnokságban.

### Honda-motorral (2018–2019)

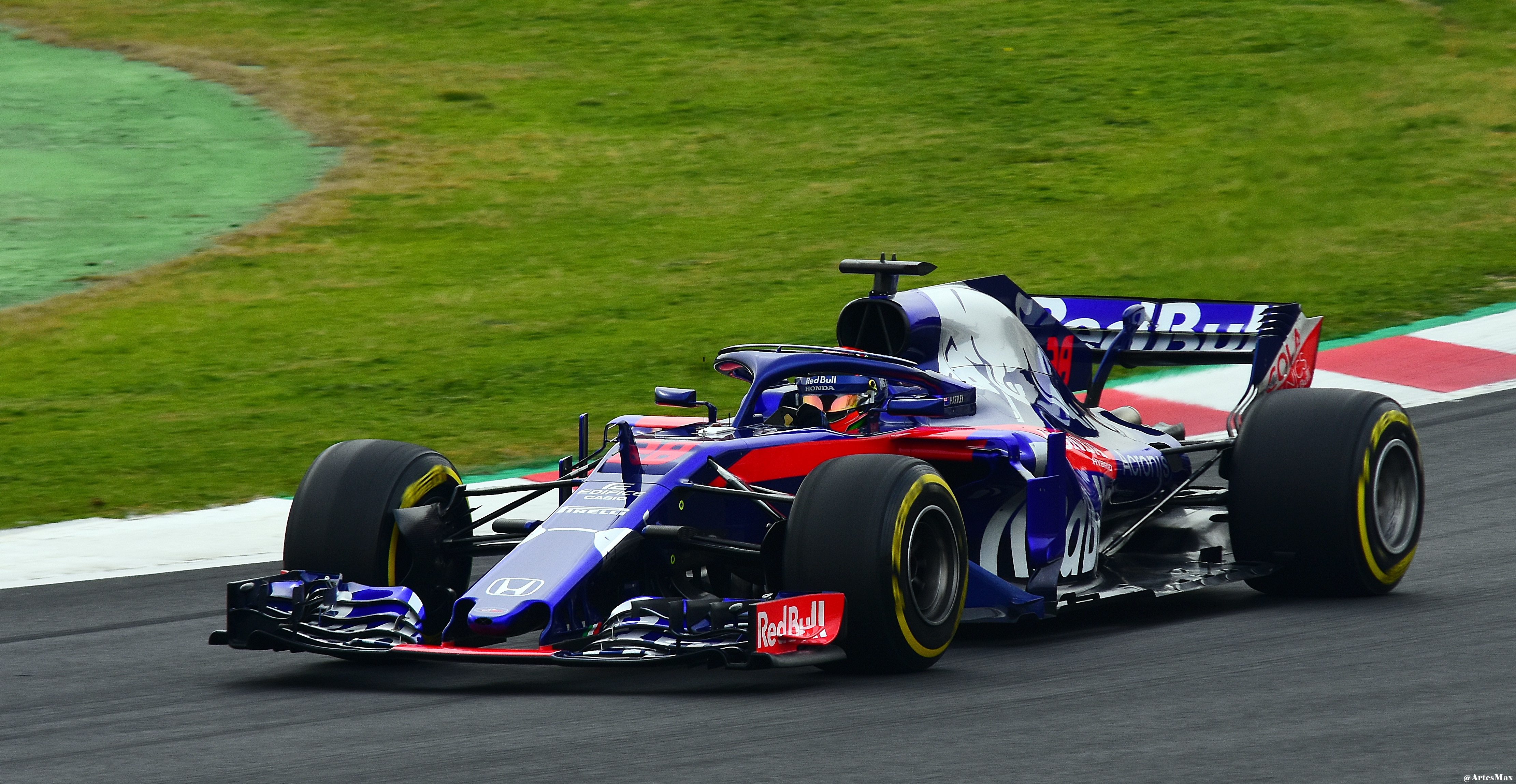
Brendon Hartley a 2018-as szezon előtti teszten, Barcelonában

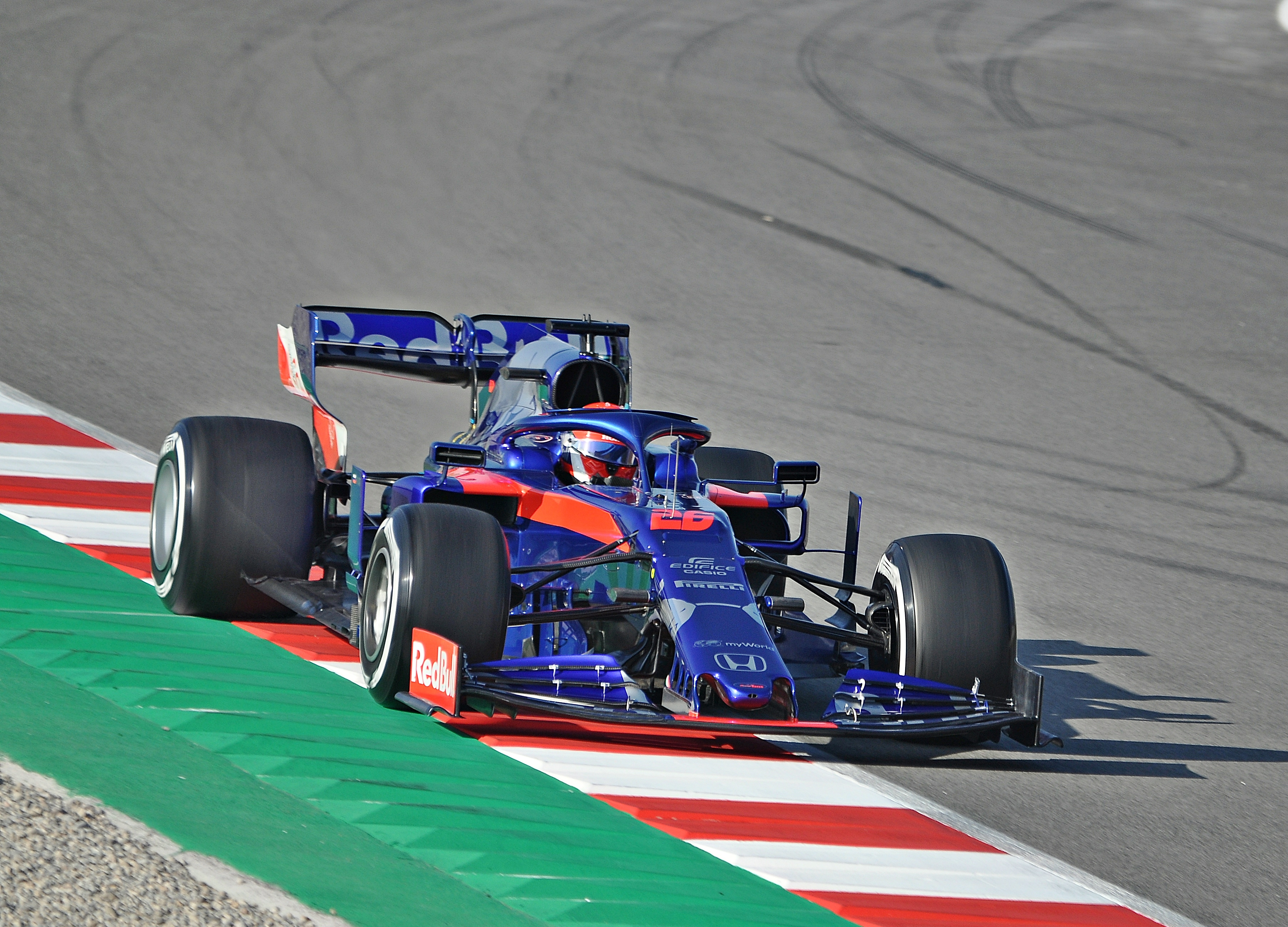
Daniil Kvyat az utolsó Toro Rossoval a 2019-es szezon előtti teszten

A rossz viszony miatt a Toro Rosso 2018-ban megszabadult a Renault-motoroktól, és helyettük a McLarentől távozó, hároméves sikertelenséget elkönyvelő Honda érkezett. Bár sokan szkeptikusak voltak, a japán gyártó és a Toro Rosso nagy reményeket fűztek a jövőhöz. A tesztek során kiderült, hogy egy megbízható és gyors autót építettek. A Gasly-Hartley versenyzőpárost megtartották, előbbi a bahreini futamon elért negyedik helyével mind a csapat, mind a motorszállító részéről hosszú idő óta a legjobb eredményt futotta. Abban az évben 33 ponttal mégis a kilencedik helyen zártak, főként azért, mert maga az autó nem volt annyira gyors, és mert Gasly remek eredményeit Hartley nem tudta hozni. Az év végén meg is váltak tőle. 2019-nek új pilótapárossal futott neki a csapat: Gaslyt előléptették a Red Bull-hoz, a helyére pedig nagy meglepetésre Kvjat került vissza. Hartley megüresedett helyére az utolsó pillanatban egy Formula–1-es berkekben tapasztalatlan thaiföldi versenyzőt, Alex Albont ültették be. Az év kicsit nehezen indult, egy-egy pontokat gyűjtögettek, de például Albon mindjárt élete második versenyén pontszerző lett úgy, hogy rutintalan volt. A csapat első nagy villantása a kaotikus német nagydíjon Kvjat által elért harmadik helye volt, mely a csapat második dobogós helyezése volt 11 év után, amelyet még Vettel győzelmével értek el. A nyári szünet után Albont előléptették a Red Bullhoz, míg Gasly visszakerült a csapathoz. Az év második felében alkalmanként gyűjtöttek pontokat, majd az eseménydús brazil futamon Gasly parádés versenyzéssel, helyezését csatában az utolsó pillanatokig megtartva a második helyen futott be.

## Szponzorok
A csapat névadó főszponzora és alapítója a Red Bull energiaitalgyártó konszern, amely más sportágakban is előszeretettel nevezi át tulajdonolt csapatát. A csapat olasz gyökereire tekintettel a név Toro Rosso, már csak azért is, hogy elkerüljék a "gyári" Red Bull csapattal való összetévesztést. A Toro Rosso sokáig liláskék alapfestésű volt, rajta egy rajzolt vörös színű bikával, és ezen kívül szinte semmilyen szponzori felirattal. Később a bika kisebb lett, megjelent a Red Bull felirat is, valamint más szponzorok is megjelentek. A gyári csapattól való megkülönböztethetőség érdekében a sárga szín helyett aranyszínt használtak. A Toro Rosso 2018-tól teljesen új festést használ, metálkék alapon ezüst és piros színekkel, amellyel a dobozos Red Bull Cola kinézetét idézték fel. A csapat másik főszponzora a Casio óragyártó 2016 óta, melynek Edifice márkáját népszerűsítik.

## Eredmények a Formula–1-ben

### Összefoglaló
| Szezon | Név                       | Modell                           | Gumi | Motor            | Üzemanyag  | Versenyzők                                                  | Helyezés     |
| ------ | ------------------------- | -------------------------------- | ---- | ---------------- | ---------- | ----------------------------------------------------------- | ------------ |
| 2006   | Scuderia Toro Rosso       | Toro Rosso STR1                  | M    | Cosworth V10     | BP         | Vitantonio Liuzzi Scott Speed                               | 9. (1 pont)  |
| 2007   | Scuderia Toro Rosso       | Toro Rosso STR2                  | B    | Ferrari V8       | Shell      | Vitantonio Liuzzi Scott Speed Sebastian Vettel              | 7. (8 pont)  |
| 2008   | Scuderia Toro Rosso       | Toro Rosso STR2B Toro Rosso STR3 | B    | Ferrari V8       | Shell      | Sébastien Bourdais Sebastian Vettel                         | 6. (39 pont) |
| 2009   | Scuderia Toro Rosso       | Toro Rosso STR4                  | B    | Ferrari V8       | Shell      | Sébastien Bourdais Sébastien Buemi Jaime Alguersuari        | 10. (8 pont) |
| 2010   | Scuderia Toro Rosso       | Toro Rosso STR5                  | B    | Ferrari V8       | Shell      | Sébastien Buemi Jaime Alguersuari                           | 9. (13 pont) |
| 2011   | Scuderia Toro Rosso       | Toro Rosso STR6                  | P    | Ferrari V8       | Shell      | Sébastien Buemi Jaime Alguersuari                           | 8. (41 pont) |
| 2012   | Scuderia Toro Rosso       | Toro Rosso STR7                  | P    | Ferrari V8       | Shell      | Jean-Éric Vergne Daniel Ricciardo                           | 9. (26 pont) |
| 2013   | Scuderia Toro Rosso       | Toro Rosso STR8                  | P    | Ferrari V8       | Shell      | Jean-Éric Vergne Daniel Ricciardo                           | 8. (33 pont) |
| 2014   | Scuderia Toro Rosso       | Toro Rosso STR9                  | P    | Renault V6 turbó | Total      | Jean-Éric Vergne Danyiil Kvjat                              | 7. (30 pont) |
| 2015   | Scuderia Toro Rosso       | Toro Rosso STR10                 | P    | Renault V6 turbó | Total      | Carlos Sainz Jr. Max Verstappen                             | 7. (67 pont) |
| 2016   | Scuderia Toro Rosso       | Toro Rosso STR11                 | P    | Ferrari V6 turbó | Shell      | Carlos Sainz Jr. Max Verstappen Danyiil Kvjat               | 7. (63 pont) |
| 2017   | Scuderia Toro Rosso       | Toro Rosso STR12                 | P    | Renault V6 turbó | ExxonMobil | Carlos Sainz Jr. Danyiil Kvjat Pierre Gasly Brendon Hartley | 7. (53 pont) |
| 2018   | Red Bull Toro Rosso Honda | Toro Rosso STR13                 | P    | Honda V6 turbó   | Repsol     | Pierre Gasly Brendon Hartley                                | 9. (33 pont) |
| 2019   | Red Bull Toro Rosso Honda | Toro Rosso STR14                 | P    | Honda V6 turbó   | Repsol     | Alexander Albon Pierre Gasly Danyiil Kvjat                  | 6. (85 pont) |

### Teljes Formula–1-es eredménysorozata
(Táblázat értelmezése)

(Félkövér: pole-pozícióból indult; dőlt: leggyorsabb kört futott) 

| A Toro Rosso teljes Formula–1-es eredménysorozata | A Toro Rosso teljes Formula–1-es eredménysorozata | A Toro Rosso teljes Formula–1-es eredménysorozata | A Toro Rosso teljes Formula–1-es eredménysorozata | A Toro Rosso teljes Formula–1-es eredménysorozata | A Toro Rosso teljes Formula–1-es eredménysorozata | A Toro Rosso teljes Formula–1-es eredménysorozata | A Toro Rosso teljes Formula–1-es eredménysorozata |     |     |     |     |     |     |     |     |     |     |     |     |     |     |     |     |     |     |      |          |
| Év                                                | Kasztni                                           | Motor                                             | Gumi                                              | Versenyzők                                        | 1                                                 | 2                                                 | 3                                                 | 4   | 5   | 6   | 7   | 8   | 9   | 10  | 11  | 12  | 13  | 14  | 15  | 16  | 17  | 18  | 19  | 20  | 21  | Pont | Helyezés |
| ------------------------------------------------- | ------------------------------------------------- | ------------------------------------------------- | ------------------------------------------------- | ------------------------------------------------- | ------------------------------------------------- | ------------------------------------------------- | ------------------------------------------------- | --- | --- | --- | --- | --- | --- | --- | --- | --- | --- | --- | --- | --- | --- | --- | --- | --- | --- | ---- | -------- |
| 2006                                              | STR1                                              | Cosworth TJ2005 3.0 V10                           | M                                                 |                                                   | BHR                                               | MAL                                               | AUS                                               | SMR | EUR | ESP | MON | GBR | CAN | USA | FRA | GER | HUN | TUR | ITA | CHN | JPN | BRA |     |     |     | 1    | 9.       |
| 2006                                              | STR1                                              | Cosworth TJ2005 3.0 V10                           | M                                                 | Vitantonio Liuzzi                                 | 11                                                | 11                                                | Ki                                                | 14  | Ki  | 15† | 10  | 13  | 13  | 8   | 13  | 10  | Ki  | Ki  | 14  | 10  | 14  | 13  |     |     |     | 1    | 9.       |
| 2006                                              | STR1                                              | Cosworth TJ2005 3.0 V10                           | M                                                 | Scott Speed                                       | 13                                                | Ki                                                | 9                                                 | 15  | 11  | Ki  | 13  | Ki  | 10  | Ki  | 10  | 12  | 11  | 13  | 13  | 14  | 18† | 11  |     |     |     | 1    | 9.       |
| 2007                                              | STR2                                              | Ferrari 056 2.4 V8                                | B                                                 |                                                   | AUS                                               | MAL                                               | BHR                                               | ESP | MON | CAN | USA | FRA | GBR | EUR | HUN | TUR | ITA | BEL | JPN | CHN | BRA |     |     |     |     | 8    | 7.       |
| 2007                                              | STR2                                              | Ferrari 056 2.4 V8                                | B                                                 | Vitantonio Liuzzi                                 | 14                                                | 17                                                | Ki                                                | Ki  | Ki  | Ki  | 17† | Ki  | 16† | Ki  | Ki  | 15  | 17  | 12  | 9   | 6   | 13  |     |     |     |     | 8    | 7.       |
| 2007                                              | STR2                                              | Ferrari 056 2.4 V8                                | B                                                 | Scott Speed                                       | Ki                                                | 14                                                | Ki                                                | Ki  | 9   | Ki  | 13  | Ki  | Ki  | Ki  |     |     |     |     |     |     |     |     |     |     |     | 8    | 7.       |
| 2007                                              | STR2                                              | Ferrari 056 2.4 V8                                | B                                                 | Sebastian Vettel                                  |                                                   |                                                   |                                                   |     |     |     |     |     |     |     | 16  | 19  | 18  | Ki  | Ki  | 4   | Ki  |     |     |     |     | 8    | 7.       |
| 2008                                              | STR2B STR3                                        | Ferrari 056 2.4 V8                                | B                                                 |                                                   | AUS                                               | MAL                                               | BHR                                               | ESP | TUR | MON | CAN | FRA | GBR | GER | HUN | EUR | BEL | ITA | SIN | JPN | CHN | BRA |     |     |     | 39   | 6.       |
| 2008                                              | STR2B STR3                                        | Ferrari 056 2.4 V8                                | B                                                 | Sébastien Bourdais                                | 7†                                                | Ki                                                | 15                                                | Ki  | Ki  | Ki  | 13  | 17  | 11  | 12  | 18  | 10  | 7   | 18  | 12  | 10  | 13  | 14  |     |     |     | 39   | 6.       |
| 2008                                              | STR2B STR3                                        | Ferrari 056 2.4 V8                                | B                                                 | Sebastian Vettel                                  | Ki                                                | Ki                                                | Ki                                                | Ki  | 17  | 5   | 8   | 12  | Ki  | 8   | Ki  | 6   | 5   | 1   | 5   | 6   | 9   | 4   |     |     |     | 39   | 6.       |
| 2009                                              | STR4                                              | Ferrari 056 2.4 V8                                | B                                                 |                                                   | AUS                                               | MAL                                               | CHN                                               | BHR | ESP | MON | TUR | GBR | GER | HUN | EUR | BEL | ITA | SIN | JPN | BRA | UAE |     |     |     |     | 8    | 10.      |
| 2009                                              | STR4                                              | Ferrari 056 2.4 V8                                | B                                                 | Sébastien Bourdais                                | 8                                                 | 10                                                | 11                                                | 13  | Ki  | 8   | 18  | Ki  | Ki  |     |     |     |     |     |     |     |     |     |     |     |     | 8    | 10.      |
| 2009                                              | STR4                                              | Ferrari 056 2.4 V8                                | B                                                 | Jaime Alguersuari                                 |                                                   |                                                   |                                                   |     |     |     |     |     |     | 15  | 16  | Ki  | Ki  | Ki  | Ki  | 14  | Ki  |     |     |     |     | 8    | 10.      |
| 2009                                              | STR4                                              | Ferrari 056 2.4 V8                                | B                                                 | Sébastien Buemi                                   | 7                                                 | 16                                                | 8                                                 | 17  | Ki  | Ki  | 15  | 18  | 16  | 16  | Ki  | 12  | 13  | Ki  | Ki  | 7   | 8   |     |     |     |     | 8    | 10.      |
| 2010                                              | STR5                                              | Ferrari 056 2.4 V8                                | B                                                 |                                                   | BHR                                               | AUS                                               | MAL                                               | CHN | ESP | MON | TUR | CAN | EUR | GBR | GER | HUN | BEL | ITA | SIN | JPN | KOR | BRA | UAE |     |     | 13   | 9.       |
| 2010                                              | STR5                                              | Ferrari 056 2.4 V8                                | B                                                 | Sébastien Buemi                                   | 16                                                | Ki                                                | 11                                                | Ki  | Ki  | 10  | 16  | 8   | 9   | 12  | Ki  | 12  | 12  | 11  | 14  | 10  | Ki  | 13  | 15  |     |     | 13   | 9.       |
| 2010                                              | STR5                                              | Ferrari 056 2.4 V8                                | B                                                 | Jaime Alguersuari                                 | 13                                                | 11                                                | 9                                                 | 13  | 10  | 11  | 12  | 12  | 13  | Ki  | 15  | Ki  | 13  | 15  | 12  | 11  | 11  | 11  | 9   |     |     | 13   | 9.       |
| 2011                                              | STR6                                              | Ferrari 056 2.4 V8                                | P                                                 |                                                   | AUS                                               | MAL                                               | CHN                                               | TUR | ESP | MON | CAN | EUR | GBR | GER | HUN | BEL | ITA | SIN | JPN | KOR | IND | UAE | BRA |     |     | 41   | 8.       |
| 2011                                              | STR6                                              | Ferrari 056 2.4 V8                                | P                                                 | Sébastien Buemi                                   | 8                                                 | 13                                                | 14                                                | 9   | 14  | 10  | 10  | 13  | Ki  | 15  | 8   | Ki  | 10  | 12  | Ki  | 9   | Ki  | Ki  | 12  |     |     | 41   | 8.       |
| 2011                                              | STR6                                              | Ferrari 056 2.4 V8                                | P                                                 | Jaime Alguersuari                                 | 11                                                | 14                                                | Ki                                                | 16  | 16  | Ki  | 8   | 8   | 10  | 12  | 10  | Ki  | 7   | 21† | 15  | 7   | 8   | 15  | 11  |     |     | 41   | 8.       |
| 2012                                              | STR7                                              | Ferrari 056 2.4 V8                                | P                                                 |                                                   | AUS                                               | MAL                                               | CHN                                               | BHR | ESP | MON | CAN | EUR | GBR | GER | HUN | BEL | ITA | SIN | JPN | KOR | IND | UAE | USA | BRA |     | 26   | 9.       |
| 2012                                              | STR7                                              | Ferrari 056 2.4 V8                                | P                                                 | Daniel Ricciardo                                  | 9                                                 | 12                                                | 17                                                | 15  | 13  | Ki  | 14  | 11  | 13  | 13  | 15  | 9   | 12  | 9   | 10  | 9   | 13  | 10  | 12  | 13  |     | 26   | 9.       |
| 2012                                              | STR7                                              | Ferrari 056 2.4 V8                                | P                                                 | Jean-Éric Vergne                                  | 11                                                | 8                                                 | 16                                                | 14  | 12  | 12  | 15  | Ki  | 14  | 14  | 16  | 8   | Ki  | Ki  | 13  | 8   | 15  | 12  | Ki  | 8   |     | 26   | 9.       |
| 2013                                              | STR8                                              | Ferrari 056 2.4 V8                                | P                                                 |                                                   | AUS                                               | MAL                                               | CHN                                               | BHR | ESP | MON | CAN | GBR | GER | HUN | BEL | ITA | SIN | KOR | JPN | IND | UAE | USA | BRA |     |     | 33   | 8.       |
| 2013                                              | STR8                                              | Ferrari 056 2.4 V8                                | P                                                 | Jean-Éric Vergne                                  | 12                                                | 10                                                | 12                                                | Ki  | Ki  | 8   | 6   | Ki  | Ki  | 12  | 12  | Ki  | 14  | 18  | 12  | 13  | 17  | 16  | 15  |     |     | 33   | 8.       |
| 2013                                              | STR8                                              | Ferrari 056 2.4 V8                                | P                                                 | Daniel Ricciardo                                  | Ki                                                | 18†                                               | 7                                                 | 16  | 10  | Ki  | 15  | 8   | 12  | 13  | 10  | 7   | Ki  | 19† | 13  | 10  | 16  | 11  | 10  |     |     | 33   | 8.       |
| 2014                                              | STR9                                              | Renault Energy F1-2014 1.6 V6 turbó               | P                                                 |                                                   | AUS                                               | MAL                                               | BHR                                               | CHN | ESP | MON | CAN | AUT | GBR | GER | HUN | BEL | ITA | SIN | JPN | RUS | USA | BRA | UAE |     |     | 30   | 7.       |
| 2014                                              | STR9                                              | Renault Energy F1-2014 1.6 V6 turbó               | P                                                 | Jean-Éric Vergne                                  | 8                                                 | Ki                                                | Ki                                                | 12  | Ki  | Ki  | 8   | Ki  | 10  | 13  | 9   | 11  | 13  | 6   | 9   | 13  | 10  | 11  | 12  |     |     | 30   | 7.       |
| 2014                                              | STR9                                              | Renault Energy F1-2014 1.6 V6 turbó               | P                                                 | Danyiil Kvjat                                     | 9                                                 | 10                                                | 11                                                | 10  | 14  | Ki  | Ki  | Ki  | 9   | Ki  | 14  | 9   | 11  | 14  | 11  | 14  | 15  | 13  | Ki  |     |     | 30   | 7.       |
| 2015                                              | STR10                                             | Renault Energy F1-2015 1.6 V6 turbó               | P                                                 |                                                   | AUS                                               | MAL                                               | CHN                                               | BHR | ESP | MON | CAN | AUT | GBR | HUN | BEL | ITA | SIN | JPN | RUS | USA | MEX | BRA | UAE |     |     | 67   | 7.       |
| 2015                                              | STR10                                             | Renault Energy F1-2015 1.6 V6 turbó               | P                                                 | Max Verstappen                                    | Ki                                                | 7                                                 | 17†                                               | Ki  | 11  | Ki  | 15  | 8   | Ki  | 4   | 8   | 12  | 8   | 9   | 11  | 4   | 9   | 9   | 16  |     |     | 67   | 7.       |
| 2015                                              | STR10                                             | Renault Energy F1-2015 1.6 V6 turbó               | P                                                 | Carlos Sainz Jr.                                  | 9                                                 | 8                                                 | 13                                                | Ki  | 9   | 10  | 12  | Ki  | Ki  | Ki  | Ki  | 11  | 9   | 10  | Ki  | 6   | 13  | Ki  | 11  |     |     | 67   | 7.       |
| 2016                                              | STR11                                             | Ferrari 060 1.6 V6 turbó                          | P                                                 |                                                   | AUS                                               | BHR                                               | CHN                                               | RUS | ESP | MON | CAN | EUR | AUT | GBR | HUN | GER | BEL | ITA | SIN | MAL | JPN | USA | MEX | BRA | UAE | 63   | 7.       |
| 2016                                              | STR11                                             | Ferrari 060 1.6 V6 turbó                          | P                                                 | Carlos Sainz Jr.                                  | 9                                                 | Ki                                                | 9                                                 | 12  | 6   | 8   | 9   | Ki  | 8   | 8   | 8   | 14  | Ki  | 15  | 14  | 11  | 17  | 6   | 16  | 6   | Ki  | 63   | 7.       |
| 2016                                              | STR11                                             | Ferrari 060 1.6 V6 turbó                          | P                                                 | Max Verstappen                                    | 10                                                | 6                                                 | 8                                                 | Ki  |     |     |     |     |     |     |     |     |     |     |     |     |     |     |     |     |     | 63   | 7.       |
| 2016                                              | STR11                                             | Ferrari 060 1.6 V6 turbó                          | P                                                 | Danyiil Kvjat                                     |                                                   |                                                   |                                                   |     | 10  | Ki  | 12  | Ki  | Ki  | 10  | 16  | 15  | 14  | Ki  | 9   | 14  | 13  | 11  | 18  | 13  | Ki  | 63   | 7.       |
| 2017                                              | STR12                                             | Renault R.E.17 1.6 V6 turbó                       | P                                                 |                                                   | AUS                                               | CHN                                               | BHR                                               | RUS | ESP | MON | CAN | AZE | AUT | GBR | HUN | BEL | ITA | SIN | MAL | JPN | USA | MEX | BRA | UAE |     | 53   | 7.       |
| 2017                                              | STR12                                             | Renault R.E.17 1.6 V6 turbó                       | P                                                 | Carlos Sainz Jr.                                  | 8                                                 | 7                                                 | Ki                                                | 10  | 7   | 6   | Ki  | 8   | Ki  | Ki  | 7   | 10  | 14  | 4   | Ki  | Ki  |     |     |     |     |     | 53   | 7.       |
| 2017                                              | STR12                                             | Renault R.E.17 1.6 V6 turbó                       | P                                                 | Danyiil Kvjat                                     | 9                                                 | Ki                                                | 12                                                | 12  | 9   | 14† | Ki  | Ki  | 16  | 15  | 11  | 12  | 12  | Ki  |     |     | 10  |     |     |     |     | 53   | 7.       |
| 2017                                              | STR12                                             | Renault R.E.17 1.6 V6 turbó                       | P                                                 | Pierre Gasly                                      |                                                   |                                                   |                                                   |     |     |     |     |     |     |     |     |     |     |     | 14  | 13  |     | 13  | 12  | 16  |     | 53   | 7.       |
| 2017                                              | STR12                                             | Renault R.E.17 1.6 V6 turbó                       | P                                                 | Brendon Hartley                                   |                                                   |                                                   |                                                   |     |     |     |     |     |     |     |     |     |     |     |     |     | 13  | Ki  | Ki  | 15  |     | 53   | 7.       |
| 2018                                              | STR13                                             | Honda RA618H 1.6 V6 turbó                         | P                                                 |                                                   | AUS                                               | BHR                                               | CHN                                               | AZE | ESP | MON | CAN | FRA | AUT | GBR | GER | HUN | BEL | ITA | SIN | RUS | JPN | USA | MEX | BRA | UAE | 33   | 9.       |
| 2018                                              | STR13                                             | Honda RA618H 1.6 V6 turbó                         | P                                                 | Pierre Gasly                                      | Ki                                                | 4                                                 | 18                                                | 12  | Ki  | 7   | 11  | Ki  | 11  | 13  | 14  | 6   | 9   | 14  | 13  | Ki  | 11  | 12  | 10  | 13  | Ki  | 33   | 9.       |
| 2018                                              | STR13                                             | Honda RA618H 1.6 V6 turbó                         | P                                                 | Brendon Hartley                                   | 15                                                | 17                                                | 20†                                               | 10  | 12  | 19† | Ki  | 14  | Ki  | Ki  | 10  | 11  | 14  | Ki  | 17  | Ki  | 13  | 9   | 14  | 11  | 12  | 33   | 9.       |
| 2019                                              | STR14                                             | Honda RA619H 1.6 V6 turbó                         | P                                                 |                                                   | AUS                                               | BHR                                               | CHN                                               | AZE | ESP | MON | CAN | FRA | AUT | GBR | GER | HUN | BEL | ITA | SIN | RUS | JPN | MEX | USA | BRA | UAE | 85   | 6.       |
| 2019                                              | STR14                                             | Honda RA619H 1.6 V6 turbó                         | P                                                 | Alexander Albon                                   | 14                                                | 9                                                 | 10                                                | 11  | 11  | 8   | Ki  | 15  | 15  | 12  | 6   | 10  |     |     |     |     |     |     |     |     |     | 85   | 6.       |
| 2019                                              | STR14                                             | Honda RA619H 1.6 V6 turbó                         | P                                                 | Pierre Gasly                                      |                                                   |                                                   |                                                   |     |     |     |     |     |     |     |     |     | 9   | 11  | 8   | 14  | 7   | 9   | 16† | 2   | 18  | 85   | 6.       |
| 2019                                              | STR14                                             | Honda RA619H 1.6 V6 turbó                         | P                                                 | Danyiil Kvjat                                     | 10                                                | 12                                                | Ki                                                | Ki  | 9   | 7   | 10  | 14  | 17  | 9   | 3   | 15  | 7   | Ki  | 15  | 12  | 10  | 11  | 12  | 10  | 9   | 85   | 6.       |

† A versenyző nem ért célba, de teljesítette a verseny legalább 90%-át, így helyezését értékelték.
* Folyamatban lévő szezon.
A 2014-es szezonzáró abu-dzabi nagydíjon dupla pontokat osztottak ki.

## Külső hivatkozások
- Hivatalos honlap